# Vit vedfingersvamp
Vit vedfingersvamp (Lentaria epichnoa) är en svampart som först beskrevs av Elias Fries, och fick sitt nu gällande namn av Corner 1950. Enligt Catalogue of Life ingår Vit vedfingersvamp i släktet Lentaria,  och familjen Lentariaceae, men enligt Dyntaxa  är tillhörigheten istället släktet Lentaria,  och familjen Gomphaceae. Arten är reproducerande i Sverige. Inga underarter finns listade i Catalogue of Life.